# Obojnik

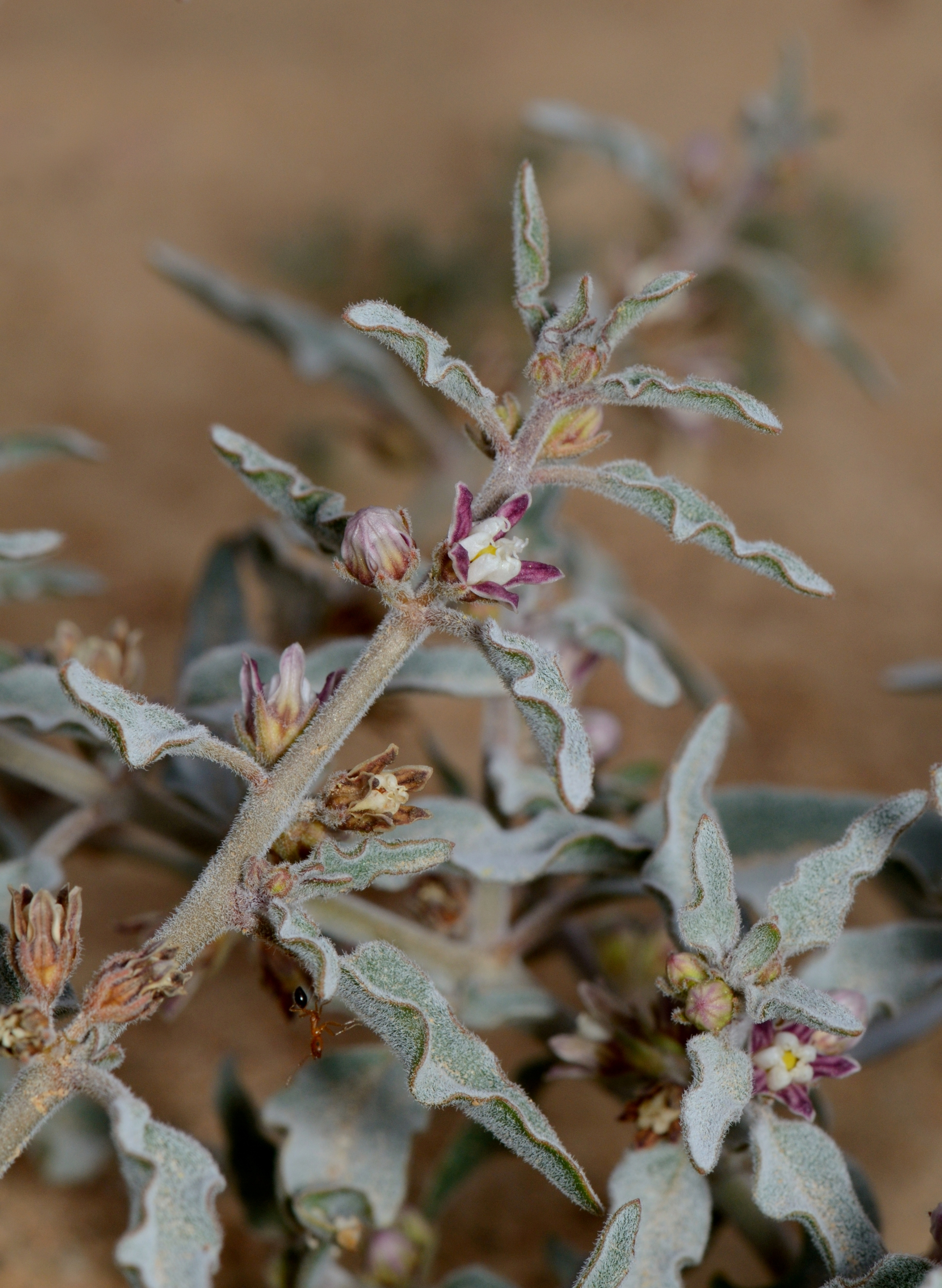
Cynanchum boveanum

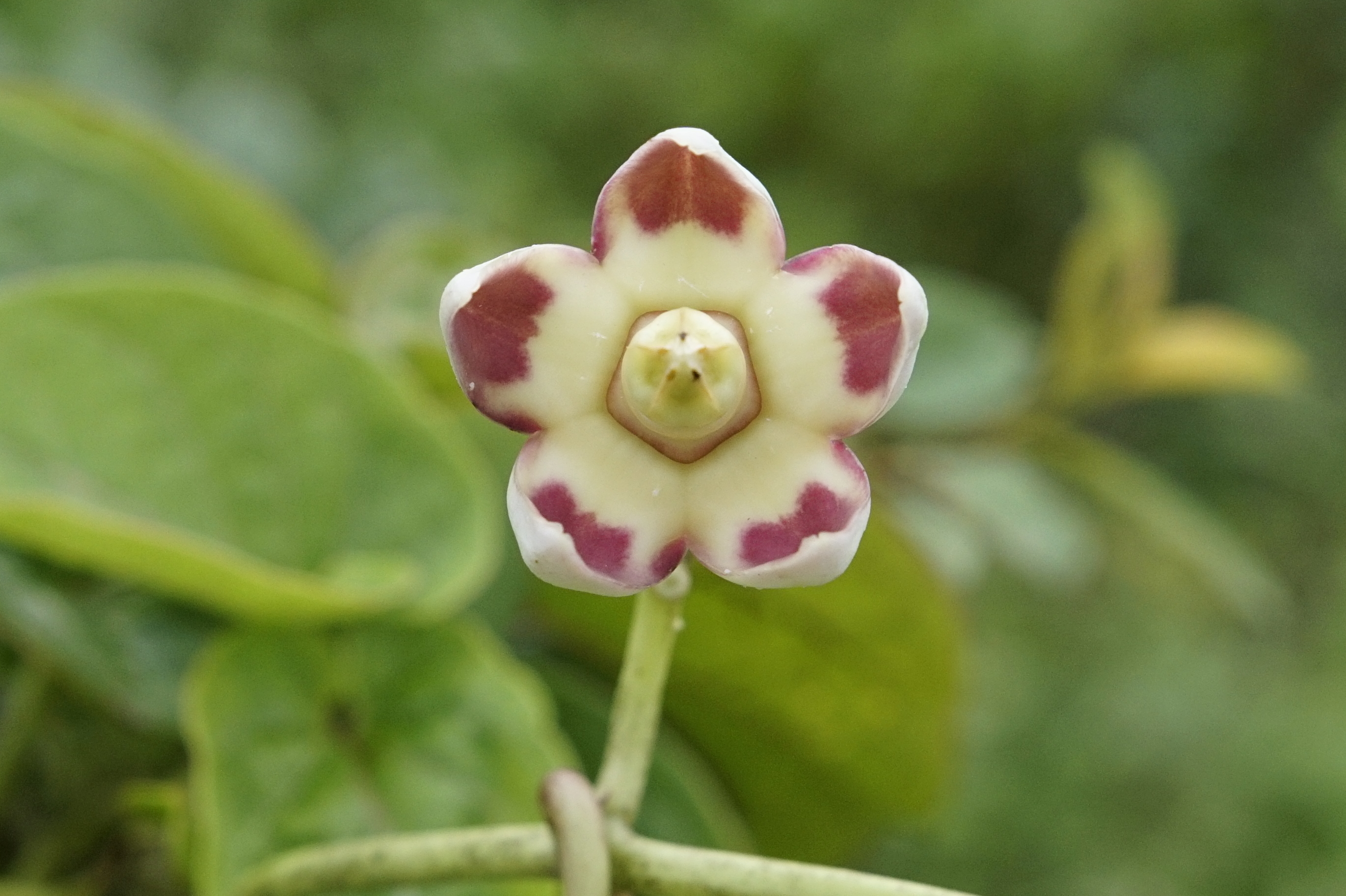
Kwiat Cynanchum annularium

Obojnik (Cynanchum L.) – rodzaj roślin z rodziny toinowatych. Obejmuje około 250 gatunków. Rośliny te występują na obszarach tropikalnych i w strefie klimatu umiarkowanego ciepłego (w południowej Europie jeden gatunek – obojnik ostry C. acutum), w Azji sięgając jednak Syberii. Centrum zróżnicowania jest Madagaskar, gdzie rośnie około 100 gatunków, poza tym w Afryce i Azji (w Chinach rośnie 57 gatunków).
Wiele gatunków to pnącza. Około 50 gatunków z tego rodzaju rosnących na Madagaskarze tu sukulenty łodygowe. Wyjątkami są rośliny wodne.
Sok mleczny wykorzystywany jest do wyrobu lepów na muchy. Z pędów C. rostellatum wyrabia się sznury, roślina wykorzystywana jest także leczniczo, a puch z nasion jako substytut bawełny. C. sarcomedium prawdopodobnie był somą opisywaną w Wedach, z której sporządzano tak samo nazywany napój rytualny. Jadalne są młode fragmenty pędów C. boveanum przyrządzane w różny sposób oraz zewnętrzna część pędów C. viminale. Niektóre gatunki uprawiane są jako rośliny ozdobne.

## Morfologia

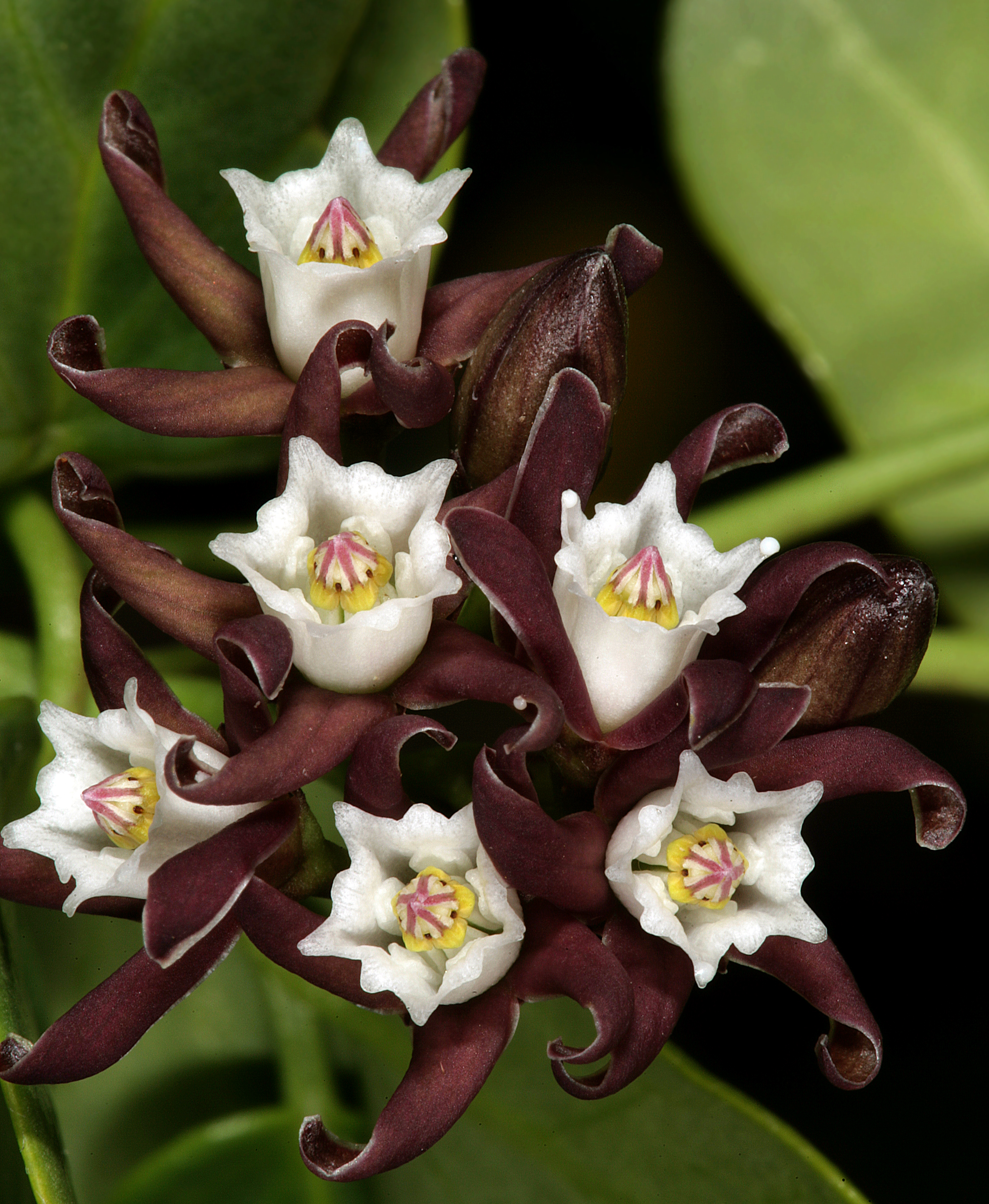
Cynanchum africanum

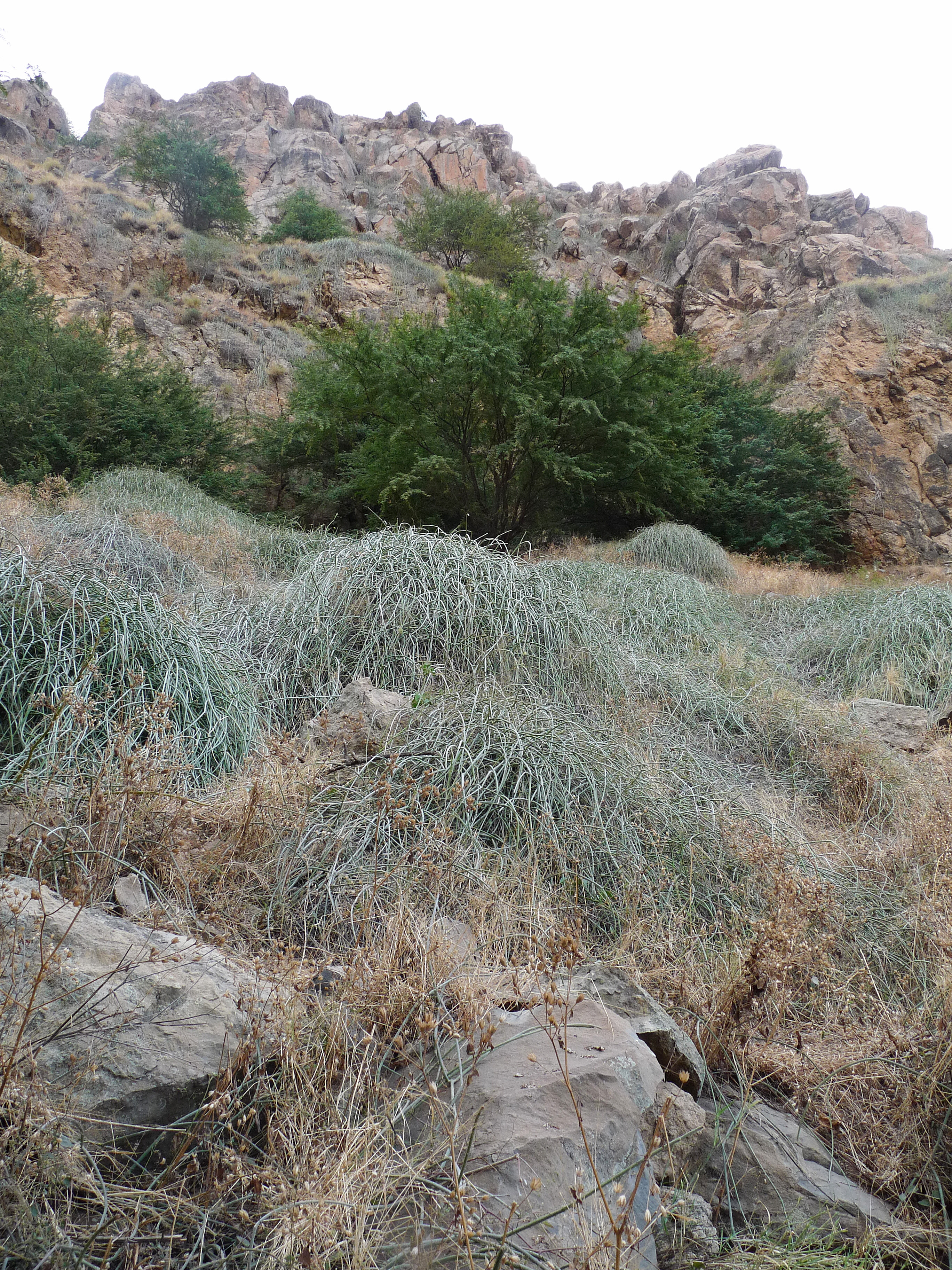
Cynanchum daltonii

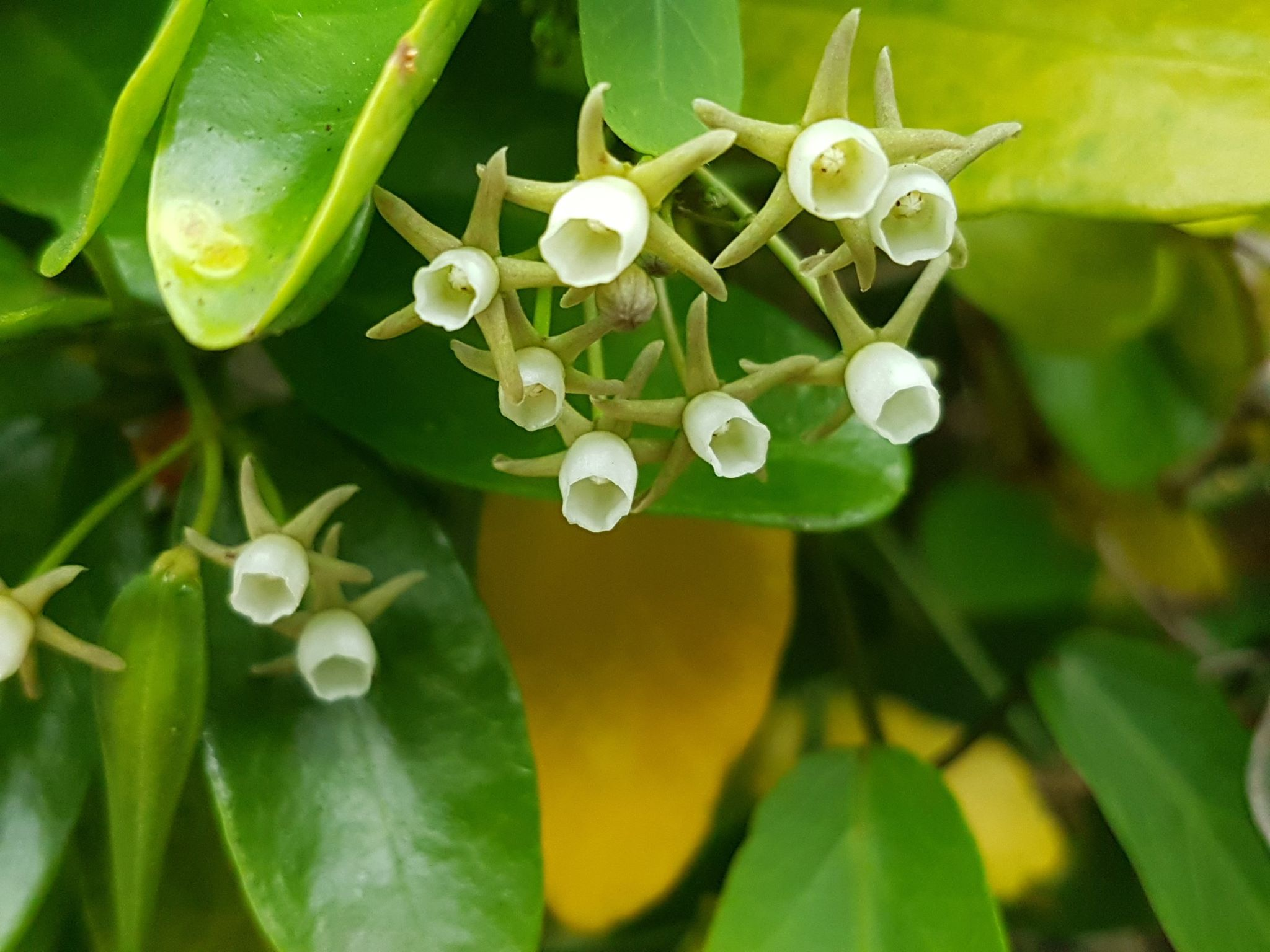
Cynanchum ellipticum

PokrójPółkrzewy i byliny, prosto wzniesione lub (zwykle) o pędach pnących, o długości od 0,3 do 4 m, rzadko osiągające jednak nawet do 20 metrów długości. Czasem rośliny kłączowe, rzadko także z mięsistymi korzeniami. Rośliny zawierają biały lub żółty sok mleczny.
LiścieUłożone na pędzie naprzeciwlegle, rzadziej w okółkach. Zwykle liście o blaszce sercowatej i ogonkowe, ale u roślin gruboszowatych zredukowate do łusek. Z kątów liści wyrastają często drobne liście wyglądające na przylistki.
KwiatyZebrane zwykle po 5 do 15 w kwiatostany (czasem kwiaty w nich skupione są mniej lub bardziej liczne – maksymalnie do 50) baldachowate, baldachogrona, rzadziej w grona. Działki kielicha prosto wzniesione. Korona kwiatu promienista, płatki mięsiste lub cienkie, o średnicy zwykle do 1 cm, rzadko do 4 cm, barwy białej, kremowej, żółtej, brązowej lub różowej, czasem pokryte brodawkowatymi włoskami. Płatki zwykle zachodzą na siebie brzegami, są rozpostarte lub zawinięte do środka kwiatu. Prętosłup zwykle gładki, biały, pyłkowiny jajowate.
OwocePodługowate mieszki o cienkiej ścianie i wówczas gładkie lub kanciaste, czasem oskrzydlone lub szczeciniaste, albo też grubościenne i wówczas czasem pokryte miękkimi kolcami. Nasiona podługowate, z kępkami włosków na obu końcach.

## Systematyka

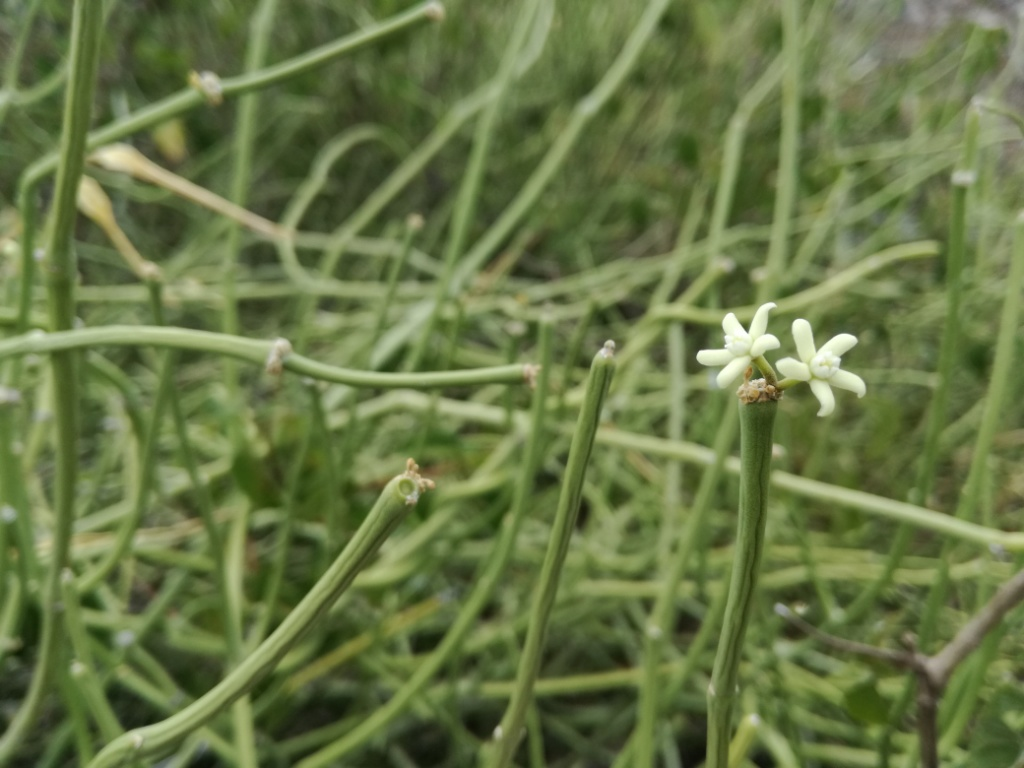
Cynanchum guehoi

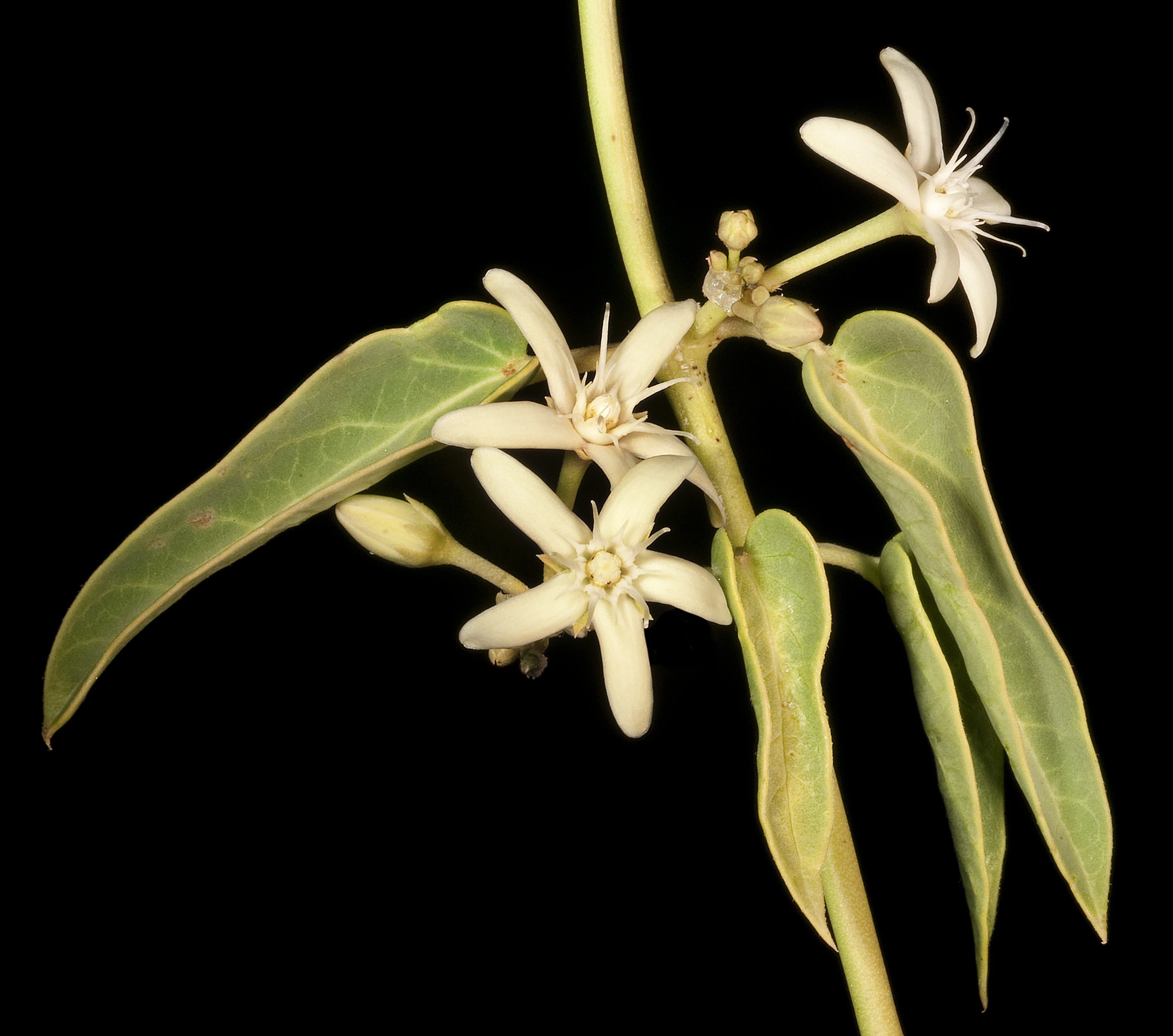
Cynanchum floribundum

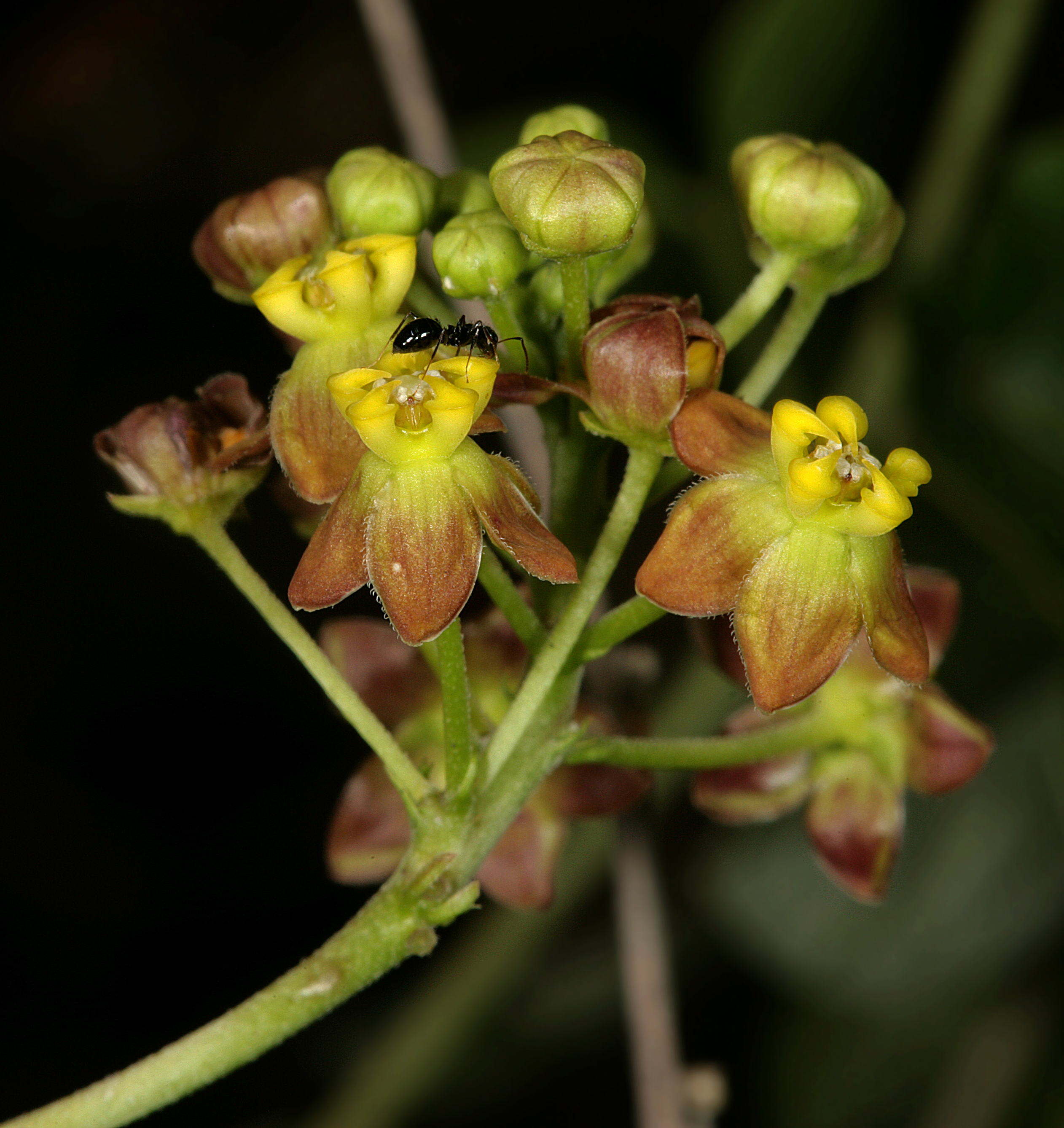
Kwiaty Cynanchum insipidum

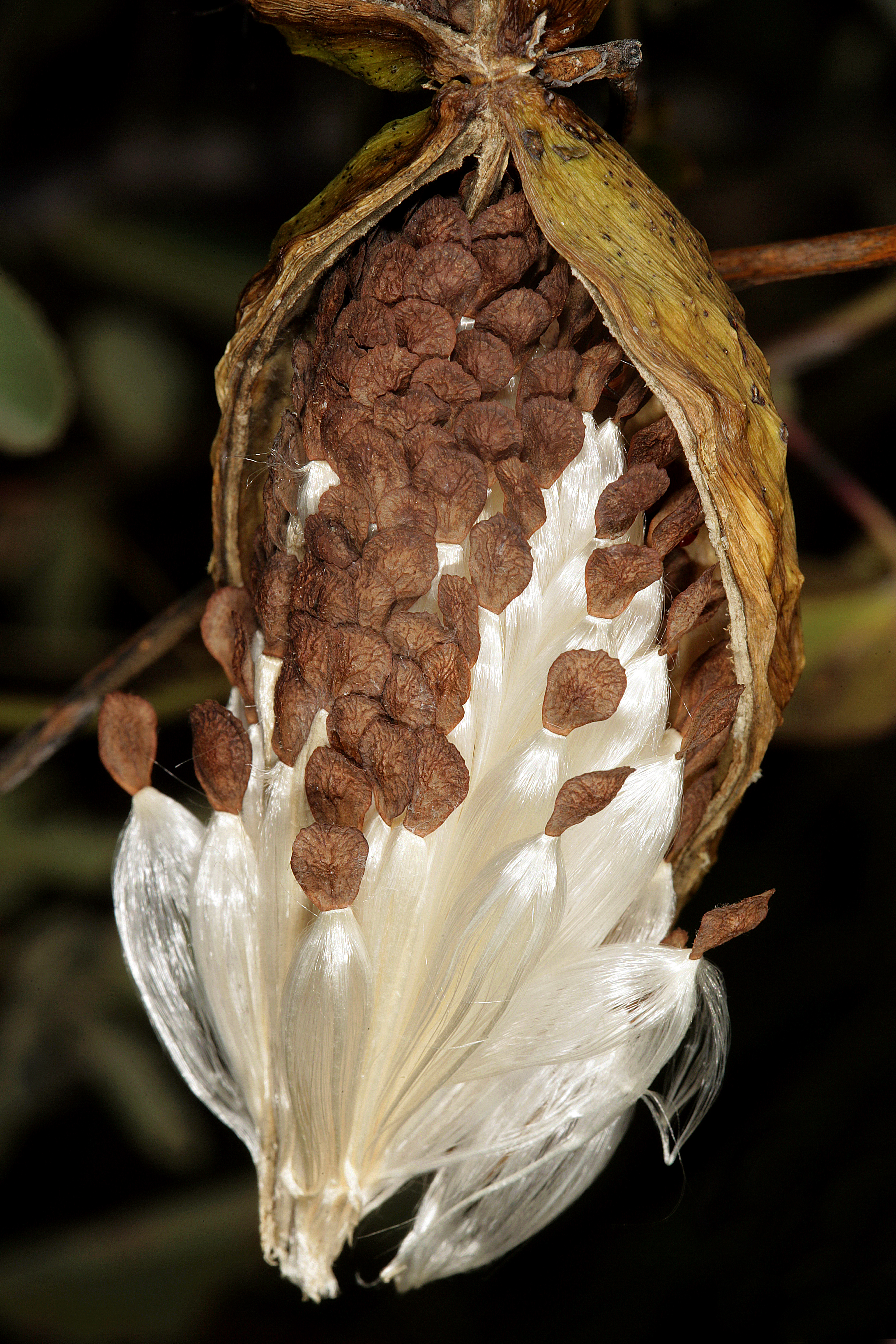
Nasiona w otwartym owocu C. insipidum

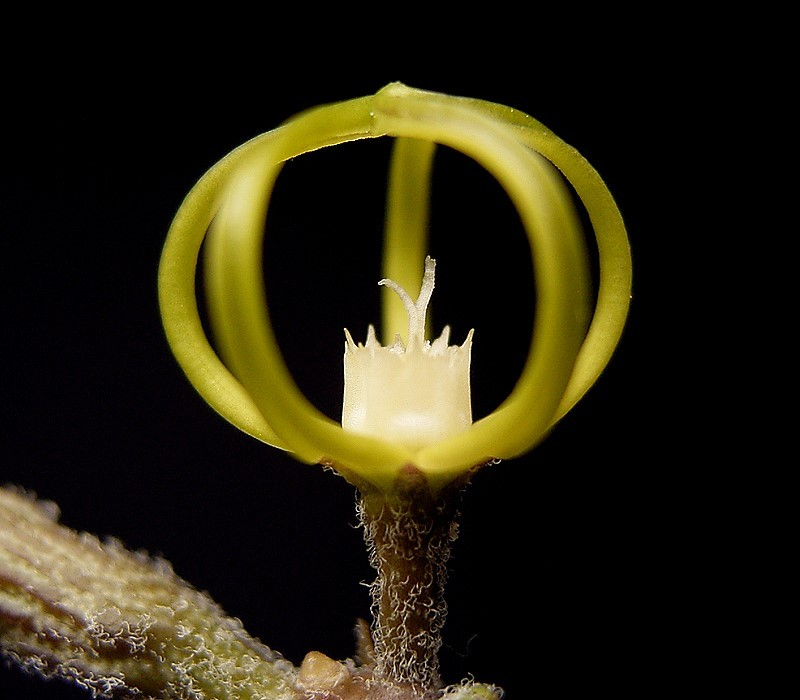
Kwiat Cynanchum marnieranum

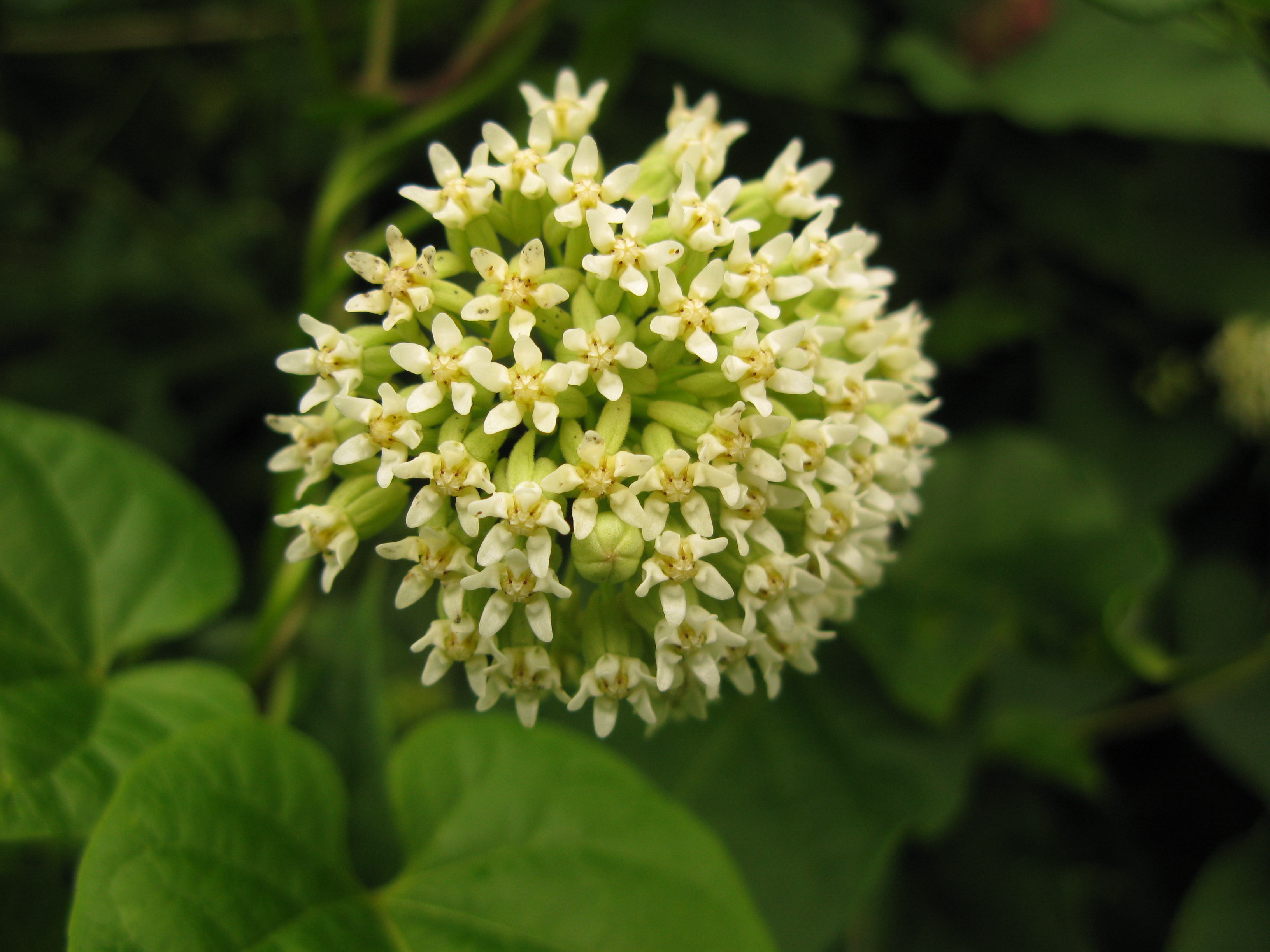
Cynanchum maximoviczii

Rodzaj należy do rodziny toinowatych podrodziny Apocynoideae Burnett (1835), a w jej obrębie do podrodziny Asclepiadoideae plemienia Asclepiadeae Duby (1828) i podplemienia Cynanchinae K. Schum. (1895). W obrębie rodzaju klad bazalny stanowi zróżnicowana i obfitująca w sukulenty linia rozwojowa pochodząca z Madagaskaru, której przedstawiciele rosną także w Afryce i Azji. Rodzaj w Azji tworzy dwa opisywane klady – jeden sięgający na zachód do Europy, i drugi do południowo-wschodnich krańców kontynentu. Przedstawiciele rodzaju z kontynentów amerykańskich pochodzą od grupy zasiedlającej Afrykę północno-wschodnią i Bliski Wschód. W ciągu XXI wieku zmieniło się ujęcie rodzaju, bowiem za sprawą metod molekularnych stwierdzono zagnieżdżenie w obrębie tego rodzaju kilku linii rozwojowych wyodrębianych wcześniej jako osobne, zwykle drobne rodzaje wyróżniające się budową morfologiczną.
Wykaz gatunków
- Cynanchum absconditum Liede
- Cynanchum abyssinicum Decne.
- Cynanchum acidum (Roxb.) Oken
- Cynanchum aculeatum (Desc.) Liede & Meve
- Cynanchum acuminatum Humb. & Bonpl. ex Schult.
- Cynanchum acutum L. – obojnik ostry[9]
- Cynanchum adalinae (K.Schum.) K.Schum.
- Cynanchum africanum (L.) Hoffmanns.
- Cynanchum alatum Wight & Arn.
- Cynanchum alternilobum (M.G.Gilbert & P.T.Li) Liede & Khanum
- Cynanchum altiscandens K.Schum.
- Cynanchum ambovombense (Liede) Liede & Meve
- Cynanchum ampanihense Jum. & H.Perrier
- Cynanchum analamazaotrense Choux
- Cynanchum anderssonii Morillo
- Cynanchum andringitrense Choux
- Cynanchum angavokeliense Choux
- Cynanchum annularium (Roxb.) Liede & Khanum
- Cynanchum ansamalense Liede
- Cynanchum anthonyanum Hand.-Mazz.
- Cynanchum antsiranense (Meve & Liede) Liede & Meve
- Cynanchum appendiculatopsis Liede
- Cynanchum appendiculatum Choux
- Cynanchum arabicum (Bruyns & P.I.Forst.) Meve & Liede
- Cynanchum arenarium Jum. & H.Perrier
- Cynanchum areysianum (Bruyns) Meve & Liede
- Cynanchum balense Liede
- Cynanchum baronii Choux
- Cynanchum batangense P.T.Li
- Cynanchum beatricis Morillo
- Cynanchum bernardii Morillo
- Cynanchum bicampanulatum M.G.Gilbert & P.T.Li
- Cynanchum bisinuatum Jum. & H.Perrier
- Cynanchum blandum (Decne.) Sundell
- Cynanchum blyttioides Liede
- Cynanchum bojerianum (Decne.) Choux
- Cynanchum bosseri Liede
- Cynanchum boudieri H.Lév. & Vaniot
- Cynanchum boveanum Decne.
- Cynanchum bowmanii S.T.Blake
- Cynanchum brasiliense (Morillo) Liede
- Cynanchum brevicoronatum M.G.Gilbert & P.T.Li
- Cynanchum brevipedicellatum (P.I.Forst.) Liede & Meve
- Cynanchum bricenoi Morillo
- Cynanchum bungei Decne.
- Cynanchum callialatum Buch.-Ham. ex Wight
- Cynanchum carautanum (Fontella & E.A.Schwarz) Morillo
- Cynanchum caudigerum R.W.Holm
- Cynanchum celebicum Schltr.
- Cynanchum chanchanense Morillo
- Cynanchum chinense R.Br.
- Cynanchum chouxii Liede & Meve
- Cynanchum comorense Choux
- Cynanchum compactum Choux
- Cynanchum corymbosum Wight
- Cynanchum crassiantherae Liede
- Cynanchum crassipedicellatum Meve & Liede
- Cynanchum cristalinense Morillo
- Cynanchum cuatrecasasii Morillo
- Cynanchum cubense (A.Rich.) Woodson
- Cynanchum cucullatum N.E.Br.
- Cynanchum cyathiforme (Sundell) W.D.Stevens
- Cynanchum dalhousiae Wight
- Cynanchum daltonii (Decne.) Liede & Meve
- Cynanchum danguyanum Choux
- Cynanchum decaryi Choux
- Cynanchum decipiens C.K.Schneid.
- Cynanchum decorsei (Costantin & Gallaud) Liede & Meve
- Cynanchum defilippii Delponte
- Cynanchum descoingsii Rauh
- Cynanchum diazmirandae Morillo
- Cynanchum dimidiatum (Hassk.) Boerl.
- Cynanchum dombeyanum (Decne.) Morillo
- Cynanchum duclouxii M.G.Gilbert & P.T.Li
- Cynanchum elachistemmoides (Liede & Meve) Liede & Meve
- Cynanchum elegans (Benth.) Domin
- Cynanchum ellipticum (Harv.) R.A.Dyer
- Cynanchum erikseniae Morillo
- Cynanchum erythranthum Jum. & H.Perrier
- Cynanchum ethiopicum Liede & Khanum
- Cynanchum eurychitoides (K.Schum.) K.Schum.
- Cynanchum eurychiton (Decne.) K.Schum.
- Cynanchum falcatum Hutch. & E.A.Bruce
- Cynanchum fasciculiflorum Morillo
- Cynanchum fernandezii Morillo
- Cynanchum fimbricoronum P.T.Li
- Cynanchum floribundum R.Br.
- Cynanchum floriferum Liede & Meve
- Cynanchum foetidum (Cav.) Kunth
- Cynanchum folotsioides Liede & Meve
- Cynanchum forskaolianum Meve & Liede
- Cynanchum fragrans (Wall.) Liede & Khanum
- Cynanchum gentryi (Morillo) Liede
- Cynanchum gerrardii (Harv.) Liede
- Cynanchum gilbertii Liede
- Cynanchum giraldii Schltr.
- Cynanchum glomeratum Bosser
- Cynanchum gobicum Grubov
- Cynanchum goertsianum Morillo
- Cynanchum gonoloboides Schltr.
- Cynanchum gracillimum Wall. ex Wight
- Cynanchum graminiforme Liede
- Cynanchum grandidieri Liede & Meve
- Cynanchum graphistemmatoides Liede & Khanum
- Cynanchum guatemalense Dugand
- Cynanchum guehoi Bosser
- Cynanchum hardyi Liede & Meve
- Cynanchum hastifolium K.Schum.
- Cynanchum haughtii Woodson
- Cynanchum hemsleyanum (Oliv.) Liede & Khanum
- Cynanchum heteromorphum Vatke
- Cynanchum heydei Hook.f.
- Cynanchum hickenii Malme
- Cynanchum hoedimeerium Bakh.f.
- Cynanchum hooperianum (Blume) Liede & Khanum
- Cynanchum humbert-capuronii Liede & Meve
- Cynanchum implicatum (Jum. & H.Perrier) Jum. & H.Perrier
- Cynanchum insigne (N.E.Br.) Liede & Meve
- Cynanchum insipidum (E.Mey.) Liede & Khanum
- Cynanchum insulanum (Hance) Hemsl.
- Cynanchum itremense Liede
- Cynanchum jaliscanum (Vail) Woodson
- Cynanchum jaramilloi Morillo
- Cynanchum juliani-marnieri  Desc.
- Cynanchum jumellei Choux
- Cynanchum junciforme (Decne.) Liede
- Cynanchum kaschgaricum Y.X.Liou
- Cynanchum kingdonwardii M.G.Gilbert & P.T.Li
- Cynanchum kintungense Tsiang
- Cynanchum kwangsiense Tsiang & H.D.Zhang
- Cynanchum lanhsuense T.Yamaz.
- Cynanchum lecomtei Choux
- Cynanchum ledermannii Schltr.
- Cynanchum leptolepis (Benth.) Domin
- Cynanchum leptostephanum Diels
- Cynanchum leucophellum Diels
- Cynanchum lineare N.E.Br.
- Cynanchum liukiuense Warb.
- Cynanchum loheri Schltr.
- Cynanchum longipedunculatum M.G.Gilbert & P.T.Li
- Cynanchum longipes N.E.Br.
- Cynanchum longirostrum (K.Schum.) W.D.Stevens
- Cynanchum lopezpalaciosii Morillo
- Cynanchum luteifluens (Jum. & H.Perrier) Desc.
- Cynanchum lysimachioides Y.Tsiang & P.T.Li
- Cynanchum maasii Morillo
- Cynanchum macranthum Jum. & H.Perrier
- Cynanchum macrolobum Jum. & H.Perrier
- Cynanchum madagascariense K.Schum.
- Cynanchum magale Buch.-Ham. ex Dillwyn
- Cynanchum mahafalense Jum. & H.Perrier
- Cynanchum mariense (Meve & Liede) Liede & Meve
- Cynanchum mariquitense Mutis
- Cynanchum marnierianum Rauh
- Cynanchum masoalense Choux
- Cynanchum maximoviczii Pobed.
- Cynanchum megalanthum M.G.Gilbert & P.T.Li
- Cynanchum membranaceum (Liede & Meve) Liede & Meve
- Cynanchum menarandrense Jum. & H.Perrier
- Cynanchum mevei Liede
- Cynanchum meyeri (Decne.) Schltr.
- Cynanchum microstemma (Turcz.) Morillo
- Cynanchum minahassae Schltr.
- Cynanchum montevidense Spreng.
- Cynanchum moramangense Choux
- Cynanchum moratii Liede
- Cynanchum morilloi P.T.Li
- Cynanchum mossambicense K.Schum.
- Cynanchum muricatum (Blume) Boerl.
- Cynanchum napiferum Choux
- Cynanchum natalitium Schltr.
- Cynanchum nematostemma Liede
- Cynanchum nielsenii Morillo
- Cynanchum obovatum (Decne.) Choux
- Cynanchum obtusifolium L.f.
- Cynanchum officinale (Hemsl.) Tsiang & H.D.Zhang
- Cynanchum orangeanum (Schltr.) N.E.Br.
- Cynanchum oresbium (Bruyns) Goyder
- Cynanchum otophyllum C.K.Schneid.
- Cynanchum ovalifolium Wight
- Cynanchum pachycladon Choux
- Cynanchum pamirense Tsiang & H.D.Zhang
- Cynanchum papillatum Choux
- Cynanchum paramorum Morillo
- Cynanchum pearsonianum Liede & Meve
- Cynanchum pedunculatum R.Br.
- Cynanchum peraffine Woodson
- Cynanchum perrieri Choux
- Cynanchum petignatii Liede & Rauh
- Cynanchum phillipsonianum Liede & Meve
- Cynanchum physocarpum Schltr.
- Cynanchum pichi-sermollianum (Raimondo & Fici) Liede & Khanum
- Cynanchum pietrangelii Morillo
- Cynanchum polyanthum K.Schum.
- Cynanchum praecox Schltr. ex S.Moore
- Cynanchum prevostii Morillo
- Cynanchum puberulum F.Muell. ex Benth.
- Cynanchum pulchellum (Wall.) Liede & Khanum
- Cynanchum purpureiflorum Morillo
- Cynanchum purpureum (Pall.) K.Schum.
- Cynanchum pusilum Grubov
- Cynanchum pycnoneuroides Choux
- Cynanchum racemosum (Jacq.) Jacq.
- Cynanchum radians (Forssk.) Lam.
- Cynanchum radiatum Jum. & H.Perrier
- Cynanchum rauhianum Desc.
- Cynanchum rensonii (Pittier) Woodson
- Cynanchum repandum (Decne.) K.Schum.
- Cynanchum resiliens (B.R.Adams & R.W.K.Holland) Goyder
- Cynanchum revoilii (Franch.) Khanum & Liede
- Cynanchum riometense Sundell
- Cynanchum rioparanense Sundell
- Cynanchum rossii Rauh
- Cynanchum rostellatum (Turcz.) Liede & Khanum
- Cynanchum roulinioides (E.Fourn.) Rapini
- Cynanchum rubricoronae Liede
- Cynanchum rungweense Bullock
- Cynanchum sahyadricum (Ansari & Hemadri) Liede & Khanum
- Cynanchum sarcomedium Meve & Liede
- Cynanchum schistoglossum Schltr.
- Cynanchum scopulosum Bosser
- Cynanchum sessiliflorum (Decne.) Liede
- Cynanchum sigridiae Meve & M.Teissier
- Cynanchum sinoracemosum M.G.Gilbert & P.T.Li
- Cynanchum socotranum (Lavranos) Meve & Liede
- Cynanchum somaliense (N.E.Br.) N.E.Br.
- Cynanchum staubii Bosser
- Cynanchum stenospira K.Schum.
- Cynanchum stoloniferum (B.R.Adams & R.W.K.Holland) Goyder
- Cynanchum subpaniculatum Woodson
- Cynanchum subtilis Liede
- Cynanchum suluense Schltr.
- Cynanchum sumbawanum Warb.
- Cynanchum surrubriflorum W.D.Stevens
- Cynanchum szechuanense Tsiang & H.D.Zhang
- Cynanchum tamense Morillo
- Cynanchum thruppii (Oliv.) Khanum & Liede
- Cynanchum toliari Liede & Meve
- Cynanchum trollii Liede & Meve
- Cynanchum tsaratananense Choux
- Cynanchum tuberculatum (Blume) Boerl.
- Cynanchum tunicatum (Retz.) Alston
- Cynanchum umtalense Liede
- Cynanchum unguiculatum (Britton) Markgr.
- Cynanchum vanlessenii (Lavranos) Goyder
- Cynanchum verrucosum (Desc.) Liede & Meve
- Cynanchum viminale (L.) L.
- Cynanchum violator R.W.Holm
- Cynanchum virens (E.Mey.) D.Dietr.
- Cynanchum wallichii Wight
- Cynanchum warburgii Schltr.
- Cynanchum wilfordii (Maxim.) Hook.f.
- Cynanchum zeyheri Schltr.